# Birgit Klomp
Birgit Klomp, verheiratete Osselmann (* 27. April 1940 in Düsseldorf) ist eine deutsche Schwimmerin und Olympiateilnehmerin. Sie startete für den Düsseldorfer SC 1898.
Die Athletin gewann 1955 die deutsche Meisterschaft über 100 m Freistil und 1956 die deutsche Meisterschaft über 100 und 400 m Freistil.
Bei den Olympischen Spielen 1956 in Melbourne startete sie über 100 m Freistil. In 1:07,9 min wurde sie Letzte der Semifinalläufe und war damit ausgeschieden. Mit der 4 × 100-m-Freistilstaffel hingegen konnte sie sich für das Finale qualifizieren-. Das Team (Ingrid Künzel, Hertha Haase, Käthe Jansen und Birgit Klomp) kam in 4:26,1 min auf Platz 4 und verpasste Bronze nur um 5 Zehntel.
Mehr Glück hatte die Staffel zwei Jahre später bei den Europameisterschaften in Turin. Mit 4:37,2 min waren Käthe Jansen, Gisela von Netz, Birgit Klomp und Elisabeth Rechlin zwar deutlich langsamer als das Olympiateam, aber es reichte zum Gewinn der Bronzemedaille hinter Ungarn (Gold in 4:30,6 min) und den Niederlanden (Silber in 4:33,2 min).
Ehemann Friedhelm Osselmann und Sohn Rainer Osselmann waren erfolgreiche Wasserballspieler.